# Armadilloniscus ellipticus
Armadilloniscus ellipticus är en kräftdjursart som först beskrevs av Harger 1878.  Armadilloniscus ellipticus ingår i släktet Armadilloniscus och familjen Detonidae. Inga underarter finns listade i Catalogue of Life.